# 香芝市コミュニティバス
香芝市コミュニティバス（かしばしこみゅにてぃバス）は、奈良県香芝市が運行するコミュニティバス。奈良交通に運行を委託している。
本項では、2016年9月まで運行されていた、香芝市公共バスについても記載する。

## 沿革
香芝市公共バス
- 1998年10月 - 総合福祉センターのオープンに伴い、無料送迎バスとして運行を開始。
- 2002年9月 - 旭ケ丘ルートを新設。
- 2003年4月 - 高山台ルートを新設。

香芝市コミュニティバス
- 2016年10月 - これまでの香芝市公共バスを有料化、路線再編を行う形で、香芝市コミュニティバスとして運行を開始。
- 2021年4月 - 観光目的の利用や、市外在住者の利用が可能になる。

## 路線
木曜シャトルを除く各路線は毎週木曜日運休。
年末年始（12月27日～1月4日）、建国記念日、春分の日、昭和の日、こどもの日、海の日、山の日、秋分の日、勤労感謝の日は全路線運休。
運賃は1乗車100円・小学生50円。
- 田尻ルート
  - 香芝市役所 - 総合福祉センター - 近鉄二上駅北 - あしびハイツ前 - 近鉄関屋駅 - 田尻
- 鎌田ルート
  - 総合福祉センター→香芝市役所→JR香芝駅→近鉄下田駅→磯壁→鎌田→五位堂→磯壁→近鉄下田駅→JR香芝駅→香芝市役所→総合福祉センター
- 白鳳台・旭ケ丘ルート
  - 白鳳台西 - 香芝インター - （JR志都美駅→） - 香芝市役所 - 総合福祉センター - 旭ケ丘 - 高山台 - 近鉄二上駅南
- 真美ヶ丘・穴虫ルート
  - 総合福祉センター→香芝市役所→近鉄下田駅→JR香芝駅→真美ヶ丘→JR香芝駅→近鉄下田駅→香芝市役所→総合福祉センター→晴実台→総合福祉センター→香芝市役所
- 木曜シャトル
  - 総合福祉センター→香芝市役所→JR香芝駅→近鉄下田駅→香芝市役所→総合福祉センター
    - 始発の第1便は香芝市役所（2回目）始発、最終の第16便は近鉄下田駅止まり。

## 香芝市公共バス
料金は無料であったが、あくまで市役所、総合福祉センターへの送迎バスという位置づけであるため、市役所・総合福祉センター発の途中乗車、市役所・総合福祉センター行の途中下車はできなかった。
有料化およびターミナル駅への接続も検討された結果、コミュニティバスへ移行した。
公共バス当時の路線
- 東ルート
総合福祉センター→市役所→真美ヶ丘循環→市役所→総合福祉センター
- 西ルート
市役所 - 総合福祉センター - 田尻
- 南ルート
市役所→総合福祉センター→磯壁→鎌田循環→磯壁→総合福祉センター→市役所
- 北ルート
総合福祉センター - 市役所 - 白鳳台
- 穴虫西ルート
市役所 - 総合福祉センター - 穴虫西
- 旭ケ丘ルート
市役所 - 総合福祉センター - 旭ケ丘 - あしびハイツ前
- 高山台ルート
市役所 - 総合福祉センター - 高山台 - 二上駅
- シャトル
総合福祉センター→市役所→香芝駅→近鉄下田駅→市役所→総合福祉センター

## 車両
運行開始時より「すみれ号」「ふれあい号」「ふたかみ号」の3台で運用されていたが、2002年9月よりは「カッシー号」が加わり4台で運行されている。